# Пупијен и Балбин
Марко Клодије Пупијен Максим и Деције Целије Калвин Балбин (обојица погинули 29. јула 238. године) били су изабрани за римске цареве 21. априла 238. године, после пропасти покушаја Гордијана I и Гордијана II да збаце Максимина Трачанина.
Пупијен је рођен око 178. године и после успешне војне каријере постао је војни трибун, претор и конзул, а затим управник двеју римских провинција. 234. постао је префект Града, и остао запамћен као суров човек.
Балбин је такође био конзулар као и Пупијен. Када се Максимин Трачанин учврстио на власти после пораза Гордијана I и Гордијана II, сенат је изабрао Пупијена и Балбина за цареве, док је Гордијан III, тринаестогодишњи унук Гордијана I добио титулу цезара.
Дошло је до побуне у војсци Максимина Трачанина и он је био убијен. Максиминова војска се предала Балбину, кога је сенат послао да му се супротстави. Ипак, дошло је до нереда у Риму.
И Пупијен и Балбин су се плашили да онај други смера убиство. Планирали су огромну двоструку ратну акцију, Пупијен против Парћана а Балбин против Карпијаца. Током једне свађе између Пупијена и Балбина, интервенисала је преторијанска гарда. Она је упала у царске одаје и убила обојицу царева. Истог дана Гордијан III је био проглашен за цара.
Пупијен и Балбин су владали мање него три месеца. Сачуване су и неке емисије новца из тог кратког периода.